# Middlesex Canal
Der Middlesex Canal war ein Schifffahrtskanal im Bundesstaat Massachusetts in den Vereinigten Staaten, der den Merrimack River mit dem Hafen von Boston verband. Während seiner Betriebszeit hatte er eine Breite von etwa neun Metern und eine Tiefe von circa einem Meter. In seinem Verlauf befanden sich 20 Schleusen, von denen jede 24 m lang und zwischen 3 und 3,5 m breit war, sowie acht Aquädukte.

## Geschichte
Am 22. Juni 1793 erteilte Gouverneur John Hancock mit seiner Unterschrift den Auftrag zum Bau des 44 km langen Kanals, um das Hinterland von New England für den Handel zu erschließen. Zwischen 1795 und 1803 wurde der Kanal unter der Führung von Loammi Baldwin gebaut. Am 22. April 1802 fuhr bereits der erste Kahn.
Die Eröffnung des Kanals war gleichzeitig das Ende des wirtschaftlichen Betriebs des Hafens von Newburyport an der Mündung des Merrimack River, da sämtlicher Handelsverkehr vom Merrimack Valley in New Hampshire nun über den Kanal nach Boston abgewickelt werden konnte und die Schiffe nicht mehr über den – teilweise schwer zu navigierenden – Fluss fahren mussten.
Der Kanal führte von Chelmsford, später Lowell, durch mehrere Städte im Middlesex County. Zunächst lag sein Ende in Medford. Später wurde er bis nach Charlestown verlängert. Des Weiteren wurde nahe Medford ein Abzweig bis zum Mystic River angelegt. Weitere Kanäle erlaubten den Frachttransport bis nach Concord, New Hampshire. Als Wasserquelle diente der Concord River in Billerica. Dies war auch der höchste Punkt des Kanals und ist heute der Standort des Middlesex Canal Association’s museum. 
Ein Frachtkahn benötigte 18 Stunden von Boston nach Lowell und 12 Stunden in umgekehrter Richtung. Passagierkähne waren etwas schneller und benötigten etwa 12 Stunden in die eine und 8 Stunden in die andere Richtung. 
Der Kanal war bis zur Einführung der Eisenbahn einer der bedeutendsten Verkehrswege in New England. Für den Bau der Boston and Lowell Railroad wurden die Originalberichte der Voruntersuchungen für den Kanalbau verwendet. Teile der Strecke liefen nahe am Kanal entlang und auf dem Kanal wurde das Baumaterial für die Strecke transportiert. 
Nachdem der Kanal Konkurrenz durch die Eisenbahn bekommen hatte, war er nicht länger wirtschaftlich betreibbar und die Betreibergesellschaft ging 1851 bankrott. Der Middlesex Turnpike, eine frühe Mautstraße, die ab 1805 Cambridge mit der Grenze von New Hampshire verband, trug ebenfalls seinen Teil zum Niedergang des Kanals bei. Die Eigentümer schlugen vor, den Kanal in einen Transportkanal für die Trinkwasserversorgung Bostons umzubauen, hatten damit aber keinen Erfolg. Im 20. Jahrhundert wurden Teile des Kanals mit Straßen überbaut. Obwohl große Abschnitte des Kanals noch immer sichtbar sind, werden immer größere Teile von sich ausdehnenden Städten überdeckt. Die Middlesex Canal Association hat daher Markierungen entlang des alten Weges des Kanals errichtet.
Der Middlesex Canal wurde 1967 von der American Society of Civil Engineers in die List of National Historic Civil Engineering Landmarks aufgenommen.